# Мелито Ирпино
Мелито Ирпино (итал. Melito Irpino) је насеље у Италији у округу Авелино, региону Кампанија.
Према процени из 2011. у насељу је живело 915 становника. Насеље се налази на надморској висини од 460 м.

## Становништво
Према резултатима пописа становништва 2011. у општини је живело 1.936 становника.
| 1951. | 1961. | 1971. | 1981. | 1991. | 2001. | 2011. |
| ----- | ----- | ----- | ----- | ----- | ----- | ----- |
| 2.795 | 2.224 | 1.998 | 2.058 | 2.106 | 1.996 | 1.936 |